# Tonsura

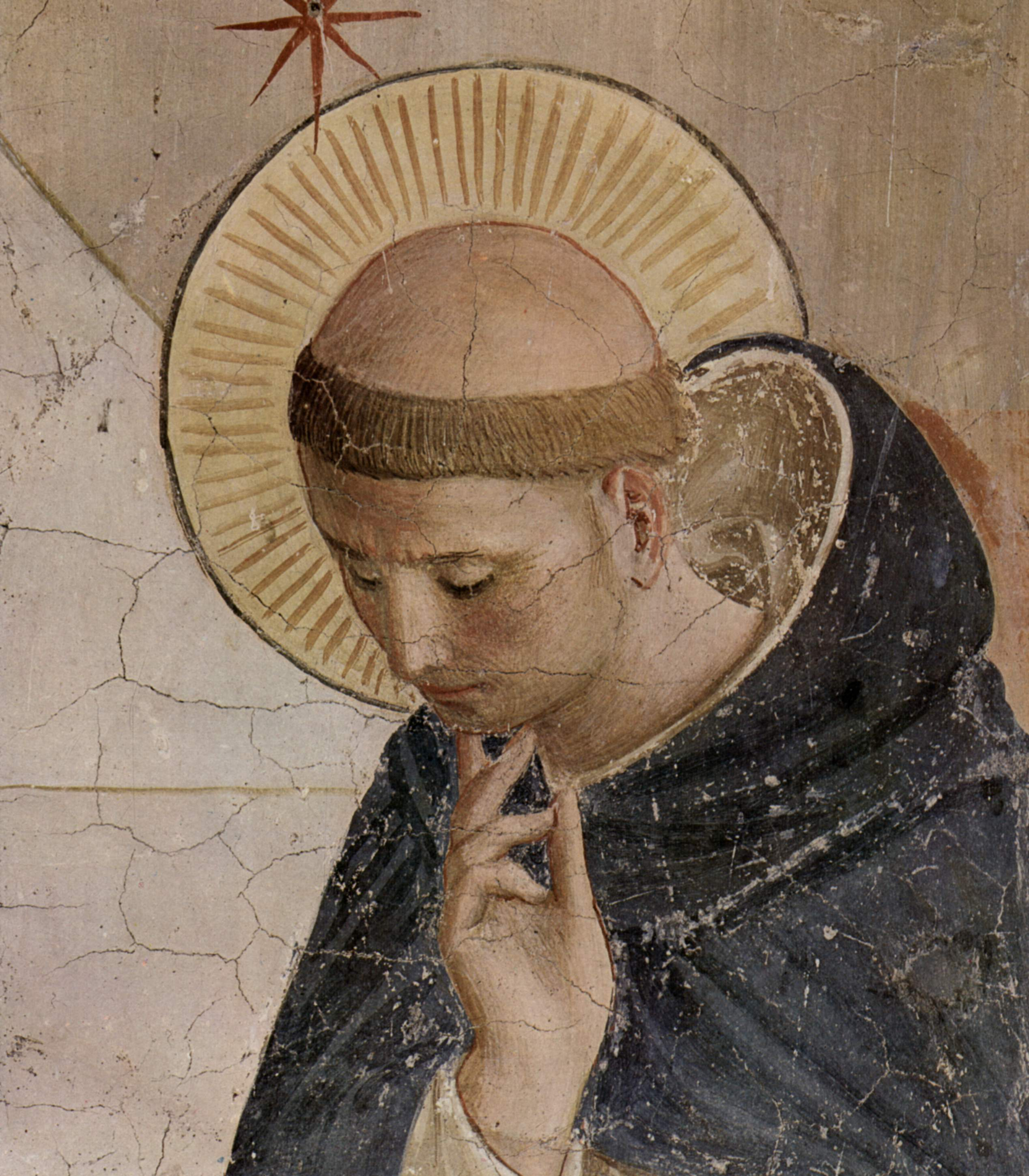
Domingo de Guzmán tonsurado a la romana, en una pintura de Fra Angelico

La tonsura es la práctica de cortar o afeitar parte o todo el pelo del cuero cabelludo como signo de devoción religiosa o humildad. El término tiene su origen en la palabra latina tonsura (que significa 'trasquilar' o 'cortar el pelo') y se refería a una práctica específica del catolicismo medieval, abandonada por orden papal en 1972. La tonsura también puede referirse a la práctica secular de afeitar todo o parte del cuero cabelludo para mostrar apoyo o simpatía, o para mostrar el luto. El uso actual se refiere más generalmente al corte o afeitado de monjes, devotos o místicos de cualquier religión como símbolo de su renuncia a la moda y la estima mundanas.
La tonsura sigue siendo una práctica tradicional en el catolicismo por parte de determinadas órdenes religiosas (con permiso papal). También es habitual en la Iglesia ortodoxa para los recién bautizados y se utiliza con frecuencia para los novicios, monjes y monjas budistas. El afeitado completo de la cabeza, o simplemente el corte del pelo, es una práctica tradicional en el islam tras la realización del Hach y también lo practican varias órdenes religiosas hindúes.
Un patrón del trastorno de conducta tricotilomanía (arrancarse compulsivamente el pelo del cuero cabelludo) es llamado tonsura en analogía al patrón de este estilo.

## Cristianismo

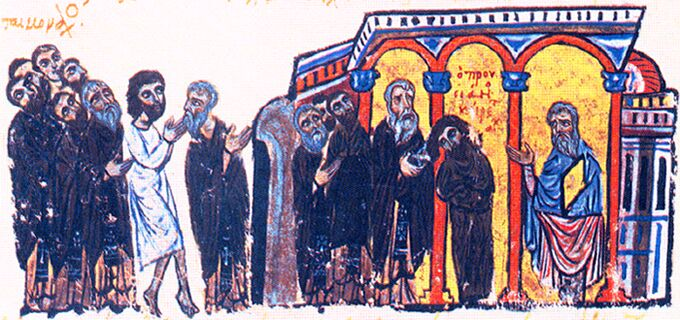
Una fila de clérigos esperan para ser sometidos a tonsura, en una ilustración de un manuscrito bizantino.

Se llama tonsura al primero de los grados clericales, el cual se confería por mano del obispo como disposición y preparación para recibir el sacramento del orden y cuya ceremonia se ejecutaba cortando una parte del cabello. También se llama tonsura al corte rapado resultante de este rito.
Signo de renuncia al mundo, es también, con la adopción del hábito y el cambio de nombre, un elemento de un ritual de muerte y de renacimiento que borra los pecados anteriores. La tonsura es una práctica nacida a principios de la Edad Media; no es conocida durante los primeros tiempos de la Iglesia y Jerónimo de Estridón hasta la desaprobaba.
En su origen era señal de humillación y aun de infamia llevar la cabeza tonsurada o afeitada. En  culturas antiguas los esclavos eran rapados para distinguirlos del resto de la sociedad. En este contexto, los monjes al afeitarse la cabeza mostraban que se convertían en «esclavos» de la creación aceptando la vida religiosa y la renuncia al mundo. El cardenal John Henry Newman escribiría en su Ensayo sobre el desarrollo de la doctrina cristiana ("Essay on the Development of Christian Doctrine") que el uso de la tonsura de origen pagano fue santificado por su adopción en la Iglesia.[cita requerida]
Entre los francos, se tonsuraba a los príncipes incapaces de suceder en el trono y lo mismo sucedía entre los godos. Así se vio obligado a abdicar el rey Wamba.

### Tipos de tonsura
A través de la historia, se distinguen los siguientes tipos de tonsura:
- Tonsura céltica o escocesa. La que se extendía de una oreja a otra y sólo en la parte delantera de la cabeza. Era propia de las islas británicas (además de los escoceses, los britones y los irlandeses, y la llevaba, por ejemplo San Columba). Aunque no hay pruebas de que provenga de los druidas, sus detractores (el "partido romano") lo afirmaban, denominándola tonsura magorum ("tonsura de los magos"), con lo que se la asociaba con Simón el Mago personaje evangélico que en las biblias escoto-gaélicas era tomado por druida. La tonsura Simonis Magi se oponía así a la tonsura Sancti Petri o de San Pedro, la romana.[4]
- Tonsura griega. La que se extendía por toda la cabeza.
- Tonsura romana. Tonsura parcial y circular, en la parte superior o coronilla. Se generalizó por toda la cristiandad latina con las demás características de la liturgia romana. Las dimensiones fueron variando, y que un clérigo la redujera mucho llegaba a ser motivo de escándalo. Para evitarlo, entre las reformas eclesiásticas de Castilla a finales del siglo XV, se fijó que sus dimensiones no fueran menores que las de una moneda de real.

En la Iglesia católica, la tonsura romana predomino sobre las otras y permaneció vigente hasta 1972, cuando Pablo VI la abolió en el motu proprio, Ministeria quædam, en el que estableció: En adelante, no se confiere ya la primera tonsura

### Práctica contemporánea

#### Cristianismo oriental
Hoy en día, en la Iglesia ortodoxa y en las iglesias católicas orientales de rito bizantino, existen tres tipos de tonsura: bautismal, monástica y clerical. Siempre consiste en el corte de cuatro mechones de pelo en forma de cruz: en la parte delantera de la cabeza cuando el celebrante dice «En el nombre del Padre», en la parte trasera de la cabeza cuando se dice «y del Hijo», y a ambos lados de la cabeza cuando se dice «y del Espíritu Santo». En todos los casos, se deja crecer el cabello; la tonsura como tal no se adopta como peinado.

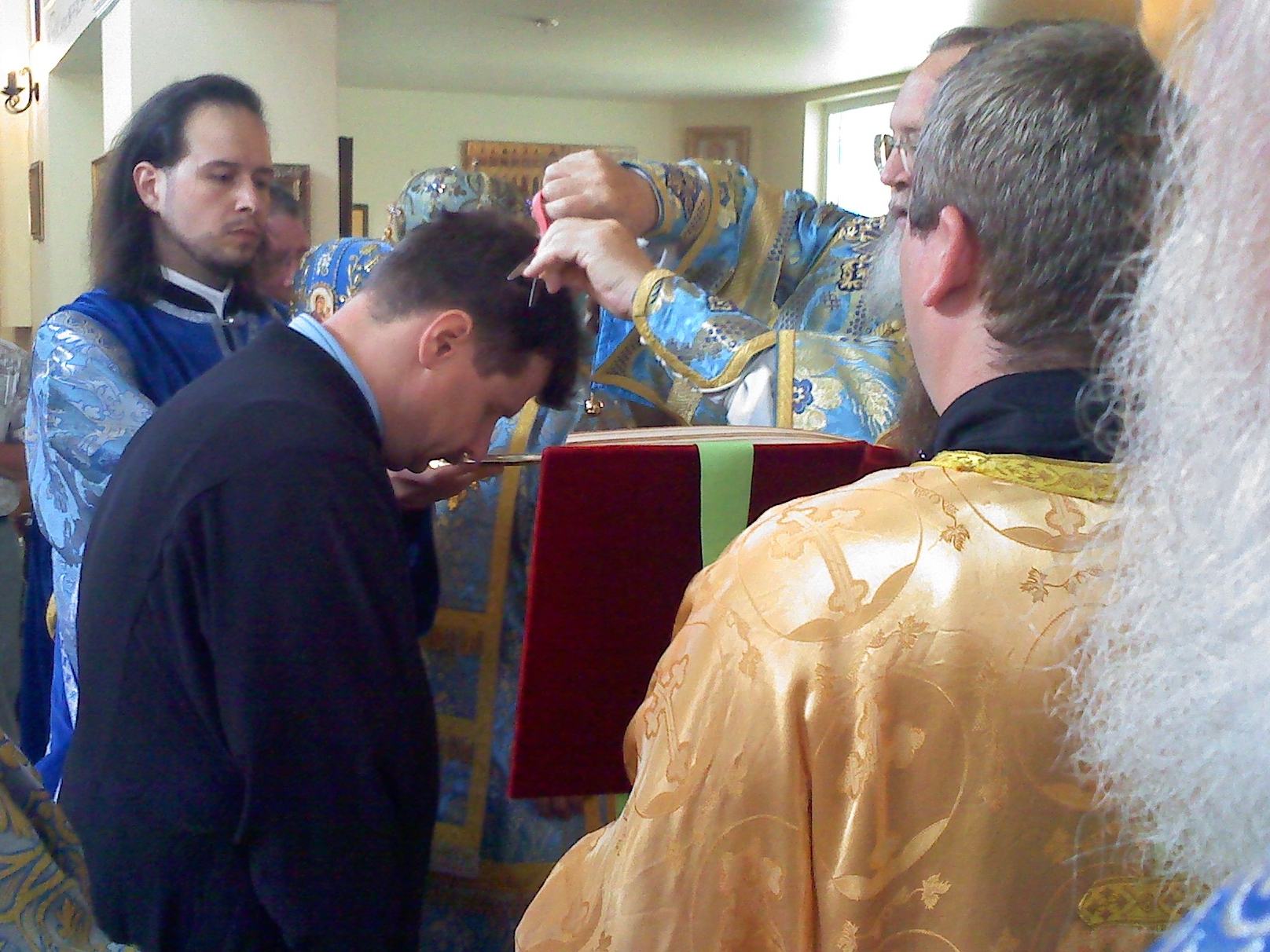
Tonsura clerical (nótese las tijeras en las manos del obispo) de un hombre ortodoxo en conjunción con la ordenación a las órdenes menores.

La tonsura bautismal se realiza durante el rito del Santo Bautismo como primera ofrenda sacrificial por parte del recién bautizado. Esta tonsura se realiza siempre, tanto si el bautizado es un niño como un adulto.
La tonsura monástica (de la que hay tres grados: rassoforo, stavroforo y gran esquema), es el rito de iniciación en el estado monástico, que simboliza el corte de la voluntad propia. Tradicionalmente, los monjes ortodoxos no se cortan el pelo ni la barba después de recibir la tonsura monástica, como signo de la consagración de su vida a Dios (lo que recuerda a los votos nazareos).
La tonsura clerical es el equivalente a la «primera tonsura» en la Iglesia católica. Se realiza inmediatamente antes de la ordenación al orden menor de lector, pero no se repite en las ordenaciones posteriores. Esto llevó a un uso común según el cual es posible ser, por ejemplo, «tonsurado como lector», aunque técnicamente la tonsura ocurre antes de la oración de ordenación dentro del rito de ordenación.

#### Cristianismo occidental
Respecto a la tonsura clerical, a partir de la publicación del motu proprio Ministeria quaedam de Pablo VI en 1972, algunos institutos han sido autorizados a utilizar la primera tonsura clerical, como la Fraternidad Sacerdotal de San Pedro (1988), el Instituto de Cristo Rey Sumo Sacerdote (1990) y la Administración apostólica personal San Juan María Vianney (2001).
Si bien la tonsura propiamente dicha ha quedado obsoleta, aún pervive el uso de un casquete, llamado solideo, en la iglesia para mantener la cabeza caliente, al que dio lugar la forma más completa de la tonsura clerical. El solideo lo llevan el Papa (de blanco), los cardenales (de rojo) y los obispos (de púrpura) tanto durante las ceremonias religiosas formales como fuera de ellas. Los sacerdotes pueden llevar un sólido simple negro, solo fuera de los ritos religiosos, aunque casi nunca se ve, excepto en los abades, que siguen llevando el solideo negro, o en los abades de la Orden de Canónigos Regulares del Premontre, que la llevan blanca. Otra congregación de canónigos regulares, los canónigos regulares de Letrán, llevan un solideo blanco como parte de su hábito propio. Algunos sacerdotes con títulos especiales (ciertos rangos de monseñores y algunos canónigos, por ejemplo) llevaban antiguamente solideos negros con ribetes rojos o morados, pero esta práctica también ha caído en desuso, excepto en algunos casos extremadamente raros.
En cuanto a la tonsura monástica, algunas órdenes monásticas y monasterios individuales mantienen aún la tradición de una tonsura monástica. Aunque no es obligatorio, es aún una práctica común entre frailes del rito latino, tales como los Misioneros Franciscanos del Mundo Eterno.

## Hinduismo
La tonsura suele formar parte de tres ritos de paso (samskara) en la vida de una persona en el hinduismo. El primero se denomina Chudakarana (AITS: Cūḍākaraṇa, en sánscrito: चूडाकरण; literalmente, «rito de la tonsura»), también conocido como choulam, caula, chudakarma o mundana, marca el primer corte de pelo de un bebé, normalmente el afeitado de la cabeza. La madre se viste de manera elegante, a veces con su sari de novia, y con el padre presente, se afeita la cabeza del bebé y se le cortan las uñas, se le lava y se le viste con ropa nueva. A veces, se deja un mechón de pelo para que cubra la parte blanda de la cabeza del bebé. Tanto los niños como las niñas suelen pasar por esta ceremonia, a veces cerca de un templo o un río, pero no es obligatoria en el hinduismo.

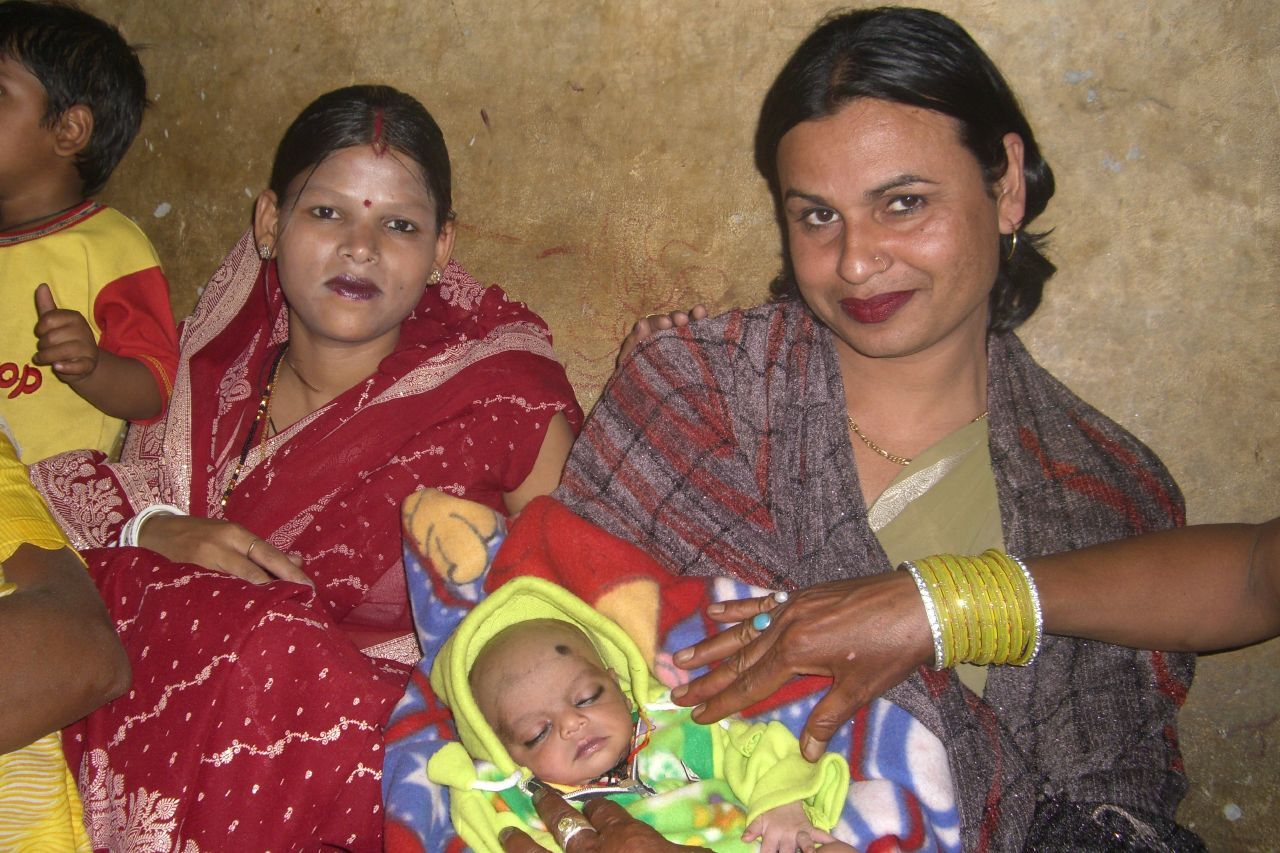
El primer corte de pelo de un bebé, que suele ser un afeitado de cabeza, es un rito de paso común en el hinduismo. Se denomina Caula, Chudakarana o Mundana sanskara.

El significado del rito Chudakarana es el paso cíclico del bebé hacia la higiene y la limpieza. El ritual suele realizarse en torno al primer cumpleaños, pero algunos textos recomiendan que se realice antes del tercer o séptimo año. A veces, este ritual se combina con el rito de paso del Upanayana, la iniciación a la educación formal.
El segundo rito de paso en el hinduismo que a veces implica la tonsura es el Upanayana, el sanskara que marca la entrada de un niño en la escuela.
Otro rito de paso en el que los hindúes practican la tonsura es tras la muerte y el cumplimiento de los últimos ritos de un familiar directo, es decir, padre, madre, hermano, hermana, cónyuge, hija o hijo. Este ritual se da regionalmente en la India entre los dolientes varones, que se afeitan la cabeza en señal de duelo. Hasta hace unas décadas, muchas comunidades hindúes, especialmente las castas superiores, obligaban a las viudas a someterse al ritual de la tonsura y a rehuir de las buenas ropas y los ornamentos, para hacerlas poco atractivas a los hombres.
Según Jamanadas, la tonsura era originalmente una costumbre budista y fue adoptada por el hinduismo. Sin embargo, Pandey y otros remontan esta práctica a textos sánscritos anteriores al nacimiento de Buda, que mencionan la tonsura como un rito de paso.